# Fabronia wageri
Fabronia wageri là một loài Rêu trong họ Fabroniaceae. Loài này được Dixon miêu tả khoa học đầu tiên năm 1916.